# حسين رشيد محمد
حسين رشيد محمد التكريتي ، مواليد (1940)هو ضابط عراقي، ومؤسس قوات الحرس الجمهوري العراقي في زمن الرئيس صدام حسين بعد أن كانت تسمى قيادة قوات الفارس ، كما شغل منصب رئيس هيئة أركان الجيش.

## محل الولادة
صلاح الدين - تكريت قرية الخزامية - 1940
درس المرحلة الابتدائية في مدرسة الخرجة والمرحلة المتوسطة والثانوية في مدينة تكريت

## الحالة الاجتماعية
متزوج - وله ثلاثة أبناء

## التحصيل الدراسي
- خريج الكلية العسكرية العراقية الأولى دورة [38] عام 1962 بكالوريوس علوم عسكرية
- خريج كلية الأركان المشتركة العراقية دورة [36] عام 1968 ماجستير علوم عسكرية
- خريج جامعة البكر للدراسات العسكرية العليا دكتوراه علوم عسكرية

## المعارك التي شارك فيها
شارك في المعارك التي خاضها الجيش العراقي في فلسطين عام 1967 وعام 1973 وبرز في حقبة الحرب العراقية الأيرانية حيث تميز بأداء تكتيكي فائق على حد وصف الخبراء العسكريين. وأصيب بجروح بالغة في معارك شرق البصرة والهجوم الإيراني الكبير على محافظة العمارة عام 1985. أول من أسس قوات الحرس الجمهوري العراقي في زمن الرئيس العراقي صدام حسين التي سميت بقيادة قوات الفارس ، كما شارك في جميع معارك التحرير الكبرى من الفاو إلى مجنون إلى القاطع الأوسط.

## المناصب التي تقلدها
| - أمر فصيل مشاة - أمر رعيل دبابات - أمر سرية دبابات - مساعد أمر كتيبة دبابات - معلم أسلحة في مدرسة تدريب الدروع - أمر كتيبة أستطلاع - أمر كتيبة دبابات - ضابط ركن في مديرية الحركات العسكرية - ضابط ركن في مديرية البحوث العسكرية - ضابط ركن أول فرقة مدرعة | - رئيس اركان فرقة مدرعة - أمر لواء مدرع - مدير شعبة في مديرية الحركات العسكرية - قائد فرقة مدرعة - قائد فيلق - معاون رئيس اركان الجيش - رئيس اركان الجيش - مستشار عسكري - أمين السر العام للقيادة العامة للقوات المسلحة |

## حياته بعد الغزو الأمريكي للعراق
بعد الغزو الأمريكي للعراق عام 2003 القت القوات الأمريكية القبض عليه في بغداد بتاريخ 26 يونيو 2003 وأعتبر أسير حرب من قبل الهيئة الدولية للصليب الأحمر ولم يمنع ذلك من تقديمه للمحكمة التي شكلها الحاكم المدني الأمريكي والتي حاكمته عن دوره في عمليات الجيش العراقي ضد القوات الإيرانية المهاجمة ، واتهم بتهم مختلفة نفاها رشيد جملةً وتفصيلاً. وحكم عليه بالإعدام والسجن مدى الحياة. واعترض على الاحكام مجموعة كبيرة من الشخصيات العراقية إضافة إلى المسؤولين الرسميين .